# Siegfried Naumann
Siegfried Naumann (* 27. November 1919 in Malmö, Schweden; † 13. Juni 2001 ebenda) war ein schwedischer Komponist.

## Leben
Er studierte von 1942 bis 1945 an der Königlichen Musikhochschule Stockholm in Stockholm. Von 1945 bis 1949 war er Dirigent der Musikgesellschaft Örnsköldsvik, Schweden. Seine Studien setzte er im Ausland fort und ging im Sommer 1949 an das Mozarteum in Salzburg und danach an die Accademia Nazionale di St:a Cecilia in Rom. In Rom studierte er bei Ildebrando Pizzetti und Francesco Malipiero. Bei Wilhelm Furtwängler und Hermann Scherchen machte er Dirigierstudien. Er war 1962 Begründer des Ensembles Musica Nova, das er auch bis 1977 dirigierte. Als Dozent für den Bereich Dirigieren war er von 1963 bis 1983 an der Musikhochschule in Stockholm tätig, die ihn 1976 zum Professor berief.
1991 erhielt er den Christ-Johnsons-Preis und den Kurt-Atterberg-Preis. Naumann komponierte Orchester-, Kirchen- und Chormusik, Kammermusik und Blasorchesterwerke.

## Werke

### Werke für Orchester
- Trasformazioni per strumenti op. 5
- Flores sententiarum 1983–1984
- Solitude op. 17
- Estate op. 21
- 7 sonetti di Petrarca
- Ungdom = Gioventu = Jeunesse = Jugend = Youth op. 31
- Vita vinum est op. 32
- Och lärkan slår och Skånes somrar ila
- Musica sacra no 4
- In memoria di Giovanni Gabrieli op. 47b
- Tre movimenti op. 54
- Skåne = Scania poema op. 56
- Versi da Francesco d'Assisi op. 57
- [Konsert] Concerto op. 65

### Werke für Blasorchester
- 1974–1976 Fanfarer, op. 25 für Symphonisches Blasorchester
- 1982 Ljudtrappa op. 38
- 1984 Ljudspel - Giuoco di suono op. 39
- 1986 Marcia a Montecelio nr. 1 op. 44a
- 1987 Marcia a Montecelio nr. 2 op. 44b
- 1989 Arie di battaglia op. 52 Vokaliserande per due orchestre di fiato, 2 Contra basso, soprano e tenor-solo, arpa, synthesizer, 2 perc., recitativ, akrobater
- Fanfara di nozze op. 62
- Polonäs nr. 2

### Messen
- Messa da requiem op. 61

### Chormusik
- Due cori su testi latini op. 24

| Personendaten    | Personendaten                        |
| ---------------- | ------------------------------------ |
| NAME             | Naumann, Siegfried                   |
| KURZBESCHREIBUNG | schwedischer Komponist und Professor |
| GEBURTSDATUM     | 27. November 1919                    |
| GEBURTSORT       | Malmö, Schweden                      |
| STERBEDATUM      | 13. Juni 2001                        |
| STERBEORT        | Malmö, Schweden                      |